# Cleistes rodriguesii
Cleistes rodriguesii là một loài thực vật có hoa trong họ Lan. Loài này được (Cogn.) Campacci mô tả khoa học đầu tiên năm 2005.